# Élections législatives de 1876 en Meurthe-et-Moselle
Les élections législatives de 1876 ont eu lieu les 20 février et 5 mars.

## Résultats à l'échelle du département
| Partis         | Partis              | Premier tour | Premier tour | Sièges |
| Partis         | Partis              | Voix         | %            | Sièges |
| -------------- | ------------------- | ------------ | ------------ | ------ |
|                | Gauche républicaine | 29 789       | 37,80        | 2      |
|                | Orléanistes         | 22 926       | 29,09        | 1      |
|                | Centre gauche       | 11 988       | 15,21        | 1      |
|                | Union républicaine  | 11 917       | 15,12        | 1      |
|                | Divers              | 2 286        | 2,86         | 0      |
|                |                     |              |              |        |
| Inscrits       | Inscrits            | 110 732      | 100,00       | 5      |
| Votants        | Votants             | 81 120       | 73,26        |        |
| Abstentions    | Abstentions         | 29 612       | 26,74        |        |
| Blancs et nuls | Blancs et nuls      | 2 214        | 2,73         |        |
| Exprimés       | Exprimés            | 78 906       | 71,26        |        |

## Résultats par arrondissement

### Arrondissement de Briey
| Candidat       | Candidat              | Parti                                 | Premier tour | Premier tour |
| Candidat       | Candidat              | Parti                                 | Voix         | %            |
| -------------- | --------------------- | ------------------------------------- | ------------ | ------------ |
|                | Étienne de Ladoucette | Constitutionnel (app. Appel au Peuple | 8 279        | 57,38        |
|                | Félix Deschange       | Gauche républicaine                   | 6 149        | 42,62        |
|                |                       |                                       |              |              |
| Inscrits       | Inscrits              | Inscrits                              | 17 303       | 100,00       |
| Votants        | Votants               | Votants                               | 14 489       | 83,74        |
| Abstention     | Abstention            | Abstention                            | 2 814        | 16,26        |
| Blancs et nuls | Blancs et nuls        | Blancs et nuls                        | 61           | 0,42         |
| Exprimés       | Exprimés              | Exprimés                              | 14 428       | 99,58        |

### Arrondissement de Lunéville
| Candidat       | Candidat       | Parti          | Premier tour | Premier tour |
| Candidat       | Candidat       | Parti          | Voix         | %            |
| -------------- | -------------- | -------------- | ------------ | ------------ |
|                | Joseph Cosson  | Centre gauche  | 11 988       | 73,4         |
|                | Paul Michaut   | Orléaniste     | 2 525        | 15,46        |
|                | Brissac        | Divers         | 483          | 2,96         |
|                | Divers         | Divers         | 1 336        | 8,18         |
|                |                |                |              |              |
| Inscrits       | Inscrits       | Inscrits       | 26 476       | 100,00       |
| Votants        | Votants        | Votants        | 17 849       | 67,42        |
| Abstention     | Abstention     | Abstention     | 8 627        | 32,58        |
| Blancs et nuls | Blancs et nuls | Blancs et nuls | 1 517        | 8,50         |
| Exprimés       | Exprimés       | Exprimés       | 16 332       | 91,50        |

### Arrondissement de Nancy

#### 1recirconscription
| Candidat       | Candidat       | Parti               | Premier tour | Premier tour |
| Candidat       | Candidat       | Parti               | Voix         | %            |
| -------------- | -------------- | ------------------- | ------------ | ------------ |
|                | Jules Duvaux   | Gauche républicaine | 11 172       | 69,19        |
|                | Du Coëtlosquet | Constitutionnel     | 4 976        | 30,81        |
|                | Divers         | Divers              | 117          | 0,72         |
|                |                |                     |              |              |
| Inscrits       | Inscrits       | Inscrits            | 22 662       | 100,00       |
| Votants        | Votants        | Votants             | 16 337       | 72,09        |
| Abstention     | Abstention     | Abstention          | 6 325        | 27,91        |
| Blancs et nuls | Blancs et nuls | Blancs et nuls      | 72           | 0,44         |
| Exprimés       | Exprimés       | Exprimés            | 16 265       | 99,56        |

#### 2ecirconscription
| Candidat       | Candidat       | Parti              | Premier tour | Premier tour |
| Candidat       | Candidat       | Parti              | Voix         | %            |
| -------------- | -------------- | ------------------ | ------------ | ------------ |
|                | Albert Berlet  | Union républicaine | 11 917       | 62,51        |
|                | Masson         | Constitutionnel    | 4 121        | 21,62        |
|                | Feruel         | Constitutionnel    | 3 025        | 15,87        |
|                |                |                    |              |              |
| Inscrits       | Inscrits       | Inscrits           | 26 249       | 100,00       |
| Votants        | Votants        | Votants            | 19 244       | 79,31        |
| Abstention     | Abstention     | Abstention         | 7 005        | 26,69        |
| Blancs et nuls | Blancs et nuls | Blancs et nuls     | 181          | 0,94         |
| Exprimés       | Exprimés       | Exprimés           | 19 063       | 99,06        |

### Arrondissement de Toul
| Candidat       | Candidat       | Parti               | Premier tour | Premier tour |
| Candidat       | Candidat       | Parti               | Voix         | %            |
| -------------- | -------------- | ------------------- | ------------ | ------------ |
|                | Camille Claude | Gauche républicaine | 12 468       | 97,27        |
|                | Divers         | Divers              | 350          | 2,73         |
|                |                |                     |              |              |
| Inscrits       | Inscrits       | Inscrits            | 18 042       | 100,00       |
| Votants        | Votants        | Votants             | 13 201       | 73,17        |
| Abstention     | Abstention     | Abstention          | 4 841        | 26,83        |
| Blancs et nuls | Blancs et nuls | Blancs et nuls      | 388          | 2,94         |
| Exprimés       | Exprimés       | Exprimés            | 12 813       | 97,06        |